# Hans Schmaus
Hans Schmaus (ur. 22 maja 1862 w Monachium, zm. 4 grudnia 1905 tamże) – niemiecki lekarz patolog. 
Uczył się u Bollingera, w 1887 roku został doktorem medycyny i podjął pracę w Instytucie Patologii jako asystent, w 1889 roku uzyskał habilitację, od 1899 roku profesor nadzwyczajny. Zmarł 22 maja 1905 w Monachium.

## Wybrane prace
- Die Compressionsmyelitis bei Caries der Wirbelsäule (Wiesbaden 1890)
- Zur patholog. Anatomie der Rückenmarkserschütterung (Virch. Arch. CXXII)
- Grundriss der Pathologischen Anatomie. Bergmann, Wiesbaden 1893
- Vorlesungen über die pathologische Anatomie des Rückenmarkes (1901)